# كولن كوكس
كولن كوكس (بالإنجليزية: Colin Cox)‏ هو لاعب كرة قدم أسترالية أسترالي، ولد في 11 أكتوبر 1922، وتوفي في 1989.

## وصلات خارجية
- كولن كوكس على موقع AustralianFootball.com (الإنجليزية)
- كولن كوكس على موقع AFLtables.com (الإنجليزية)